# Waer dat men sich al keerd of wend
Het lied Waer dat men sich al keerd of wend is afkomstig uit het liedboek de Nederlandtsche Gedenck-clanck van Adriaen Valerius (1626).
De wijsaanduiding luidt: 'Pots hondert duysent slapperment', een bekende, van oorsprong Engelse, melodie. De bekende dichter Bredero gebruikte deze zelfde melodie voor zijn liederen 'O Jannetje, mijn soete beck' en 'Nu Heereman, nu Jong gesel'.
Het lied werd opgenomen in de populaire liedbundel Kun je nog zingen, zing dan mee.